# 今川橋 (富山市)
今川橋（いまがわばし）は、富山県富山市の常願寺川河口付近に架かる富山県道1号富山魚津線の道路橋梁である。

## 概要
常願寺川の最下流部、河口から100 m（メートル）の場所に位置している。
富山湾岸沿いを走るサイクリングコースの一部としても利用されている。
- 左岸：富山県富山市高木[2]
- 右岸：富山県富山市水橋辻ヶ堂[2]
- 道路の路線名：主要地方道富山魚津線
- 橋の構造 - PC桁橋[3]
- 橋長：342.13 m[3]
- 桁の長さ：42.7 m[4]
- 幅員：7.9 m[3]（自歩道橋は2.8 m[1]）
- 1日当たりの通行量：約9,000台[2]

## 沿革
初代の橋は、魚津から氷見に至る旧浜街道の要点に当たっていたため、1893年（明治26年）に『常願寺橋』として架設された（橋長190間1分6厘、幅員3間）。その後1928年（昭和3年）に上流に『常願寺橋』が架設されたことに伴い、現在の『今川橋』に改められた。1936年（昭和11年）には改良が加えられた、1940年（昭和15年）には架け替えが行われている。なお、旧橋は現橋より15 m上流に架橋されていた。
1955年（昭和30年）頃には老朽化により馬車通行禁止措置が度々発生し、自動車も対向車が渡り終えるまで橋詰て待機する状態となっていた。1958年（昭和33年）4月18日には、当時の木橋（長さ340 m、幅員4 m、同年4月17日に欄干、橋台などの取り替えが完成し、富山県による検査を終えたばかりだった）が製材所所有のトラックの通過直後に橋脚が折れると同時に、約10 mにわたって橋台が落下し通行不能になった。
現在の橋は1958年（昭和33年）11月24日に『今川橋期成同盟会』が発足し、建設省（現・国土交通省）に永久橋化を要望したのをきっかけに、1961年（昭和36年）1月に常願寺川では常願寺大橋に続く2番目の永久橋として着工、1963年（昭和38年）12月に車道橋が（正式な完成は翌1964年（昭和39年）2月8日）、1982年（昭和57年）に下流側に歩道橋が建設されたものである。
塩害の影響で劣化が進んでいることから、2016年（平成28年）度より架け替え事業に着手されている。現在の橋の上流側に架け替えられる新橋はコンクリート製で、延長344.5 m、幅員11.5 m（2車線分の車道3 mずつ、下流側の歩道3.5 m）、右岸には渋滞対策として右折レーンも新設する。総事業費は約40億円で、2024年（令和6年）度末の供用開始予定。その後、2027年（令和9年）度までに旧橋を撤去する予定。
同工事に伴い2022年7月から10月にかけて行われた発掘調査にて、弥生時代後期の方形周溝墓3基が発見された。